# 大アグリッピナ

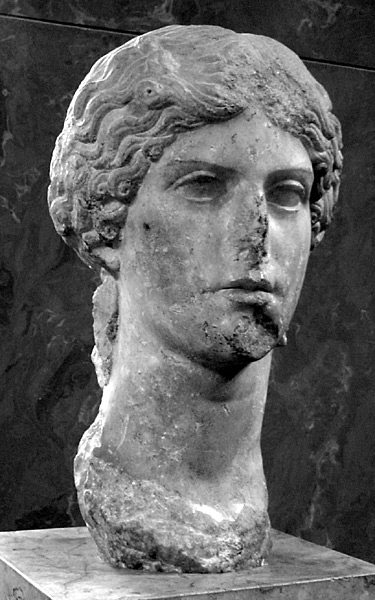
大アグリッピナ像（ルーブル美術館蔵）

大アグリッピナ（ラテン語: Agrippina Major, 紀元前14年 - 紀元33年10月18日）はローマ帝国ユリウス＝クラウディウス朝の皇族。正式な名前はユリア・ウィプサニア・アグリッピーナ（Julia Vipsania Agrippina）。

## 家庭
父はマルクス・ウィプサニウス・アグリッパ、母は初代皇帝アウグストゥスの娘大ユリア。アウグストゥスの孫にあたる。のちにティベリウスの弟の子ゲルマニクスの妻となる。
彼女の子供は
- ネロ・カエサル
- ドルスス・カエサル
- カリグラ
- 小アグリッピナ
- ユリア・ドルシッラ
- ユリア・リウィア（英語版）

と多産に恵まれたが、どの子も不遇の最期を迎えている。
また同名の娘の小アグリッピナと区別して、大アグリッピナと呼ばれる。

## 生涯
幼年の頃はよく分かってはいない。彼女の存在が際立つようになってくるのはゲルマニクスの妻としてである。当時、夫ゲルマニクスは非常に軍団内で人気が高く、彼は妻と同伴でゲルマニアに赴いていた。当時の習慣では司令官が妻と同伴で前線に留まることは珍しく、また夫の圧倒的な人気も手伝って彼女は軍団兵士から敬意を払われていた。また、ガリアで彼女は2人の子を生む。一人は後のローマ皇帝になるカリグラ、もう一人は皇帝ネロの母親になる小アグリッピナである。
西暦19年、夫と同伴でローマ領シリアに赴く。このことをティベリウスは喜ばなかったと言う。そして現地の総督グナエウス・カルプルニウス・ピソと夫が激しく口論してしまい、直後に夫ゲルマニクスが没してしまう。ゲルマニクスの死因の謎については当時から毒殺との噂が広まっており、黒幕は皇帝ティベリウスだとも言われている。アグリッピーナはローマに戻ると夫の殺害容疑でピソを激しく追及、一族の汚名を避けるためピソは自殺してしまう。
彼女はローマに留まり、やがてティベリウス帝の腹心のセイヤヌスに対抗する求心力となっていく。彼女は夫殺しの張本人はティベリウスだと信じており、必然ティベリウスとの関係は険悪なものになってきた。また彼女はティベリウスの実母リウィア・ドルシッラに嫌われており、このことが彼女のティベリウスに対する憎悪を加速させた。さらに彼女は自分の野心は息子をローマ皇帝にして自分はその母親になることだと公に宣言しており、ティベリウスは彼女が他の男と再婚するのを許さなかった。
西暦29年に彼女は逮捕され、母親大ユリアが流刑となったパンダテリア島（現在のヴェントテーネ島）に流刑となる。罪状は国家反逆罪。翌年、流刑に処せられた。西暦33年流刑地にて死去した。